# Gaier
Gaier – polski herb szlachecki o niepewnych barwach, z nobilitacji.

## Opis herbu
W polu czerwonym sęp zapewne czarny, trzymający w prawej łapie lilię, zapewne srebrną.

## Najwcześniejsze wzmianki
Nadany chirurgowi Jakubowi Gaierowi 6 czerwca 1559.

## Symbolika
Sęp jest godłem mówiącym. Gaier to po niemiecku sęp.

## Herbowni
Gaier.